# Atrichiana
Atrichiana is een geslacht van kevers uit de familie bladsprietkevers (Scarabaeidae). Het geslacht werd voor het eerst wetenschappelijk beschreven in 1911 door Distant.

## Soorten
- Atrichiana jenisi (Krajcik, 2006)
- Atrichiana placida (Boheman, 1857)